# Алтайский краевой ипподром
Алта́йский краево́й ипподро́м — один из крупнейших ипподромов в России, входит в пятёрку лучших в стране. Расположен в Ленинском районе Барнаула.
Ипподром был основан в 1914 году, когда между городской думой и обществом любителей конного бега был подписан договор о выделении в районе завода агрегатов более 14 десятин земли для проведения скачек. В 1965 году ипподром переехал на новое место в районе «Солнечной Поляны». Сегодня в составе ипподрома имеются 4 конюшни на 160 денников, трибуна на 2700 мест, ветеринарная клиника, две дорожки: призовая на 1600 м и скаковая на.
Здесь ежегодно испытывают около 200 лучших племенных лошадей рысистых и верховых пород коневодческих хозяйств края и Сибири. На ипподроме базируется конно-спортивная школа, спортсмены которой являются неоднократными призёрами и победителями региональных соревнований, а также чемпионами России 2001 года. Кроме того, сам ипподром стал победителем конкурса на лучшую организацию конного спорта России.